# España en la clasificación para el mundial de Rusia 2018
La Selección de fútbol de España es uno de los cincuenta y cuatro equipos nacionales que participaron en la Clasificación de UEFA para la Copa Mundial de Fútbol, en la que se definieron los representantes de UEFA para la Copa Mundial de Fútbol de 2018 que se desarrolló en Rusia.
La etapa preliminar —también denominada eliminatorias— se jugó en Europa desde septiembre de 2016 hasta noviembre de 2017.

## Jugadores

### Fechas Fifa de Noviembre
Porteros: Reina (Nápoles), De Gea (Manchester United) y Sergio Asenjo (Villarreal) 
-
Defensas: Nacho Férnandez (Real Madrid), Bartra (Borussia Dortmund), Iñigo Martínez (Real Sociedad), Azpilicueta (Chelsea), Nacho Monreal (Arsenal), Carvajal (Real Madrid) y Escudero (Sevilla) 
-
Centrocampistas: Sergi Roberto (Barcelona), Ander Herrera (Manchester United), Busquets (Barcelona), Koke (Atlético de Madrid), Isco (Real Madrid), Thiago (Bayern Múnich), Silva (Manchester City), Mata (Manchester United) y Lucas Vázquez (Real Madrid) 
-
Delanteros: Callejón (Nápoles), Vitolo (Sevilla), Morata (Real Madrid), Diego Costa (Chelsea), Nolito (Manchester City) y Aduriz (Athletic).
Leer más aquí: http://visionnoventa.com/espana-anuncio-convocatoria-la-fecha-fifa-noviembre/ (enlace roto disponible en Internet Archive; véase el historial, la primera versión y la última).

## Proceso de clasificación
De momento España va primera de grupo sin haber sufrido derrota alguna y con un solo empate.

## Tabla de posiciones
| Equipo                  | Pts. | PJ | PG | PE | PP | GF | GC | Dif. | Notas                  |
| ----------------------- | ---- | -- | -- | -- | -- | -- | -- | ---- | ---------------------- |
| España                  | 22   | 8  | 7  | 1  | 0  | 32 | 3  | 29   | Acceso al Mundial 2018 |
| Italia                  | 19   | 8  | 6  | 1  | 1  | 19 | 7  | 12   | Posible segunda ronda  |
| Albania                 | 13   | 8  | 4  | 1  | 3  | 10 | 9  | 1    |                        |
| Israel (E)              | 9    | 8  | 3  | 0  | 5  | 9  | 14 | -5   |                        |
| Macedonia del Norte (E) | 7    | 8  | 2  | 1  | 5  | 10 | 14 | -4   |                        |
| Liechtenstein (E)       | 0    | 8  | 0  | 0  | 8  | 1  | 34 | -33  |                        |

## Partidos
- Horario en CEST

| Jornada 1 (Grupo G); 5 de septiembre de 2016, 20:45 | España                                                                               | 8:0 (1:0)                 | Liechtenstein | Estadio Municipal Reino de León, León                 |                                                       |
|                                                     | - Costa 10' 66' - Sergi Roberto 55' - Silva 59' 90'+1' - Vitolo 60' - Morata 82' 83' | FIFA Reporte UEFA Reporte |               | Asistencia: 12.139 espectadores Árbitro(s): Lee Evans | Asistencia: 12.139 espectadores Árbitro(s): Lee Evans |

| Jornada 2 (Grupo G); 6 de octubre de 2016, 20:45 | Italia         | 1:1 (0:0)                 | España       | Juventus Stadium, Turín                                 |                                                         |
|                                                  | - De Rossi 82' | FIFA Reporte UEFA Reporte | - 55' Vitolo | Asistencia: 38.470 espectadores Árbitro(s): Felix Brych | Asistencia: 38.470 espectadores Árbitro(s): Felix Brych |

| Jornada 3 (Grupo G); 9 de octubre de 2016, 20:45 | Albania | 0:2 (0:0)                 | España                         | Estadio Loro Boriçi, Shkodër                            |                                                         |
|                                                  |         | FIFA Reporte UEFA Reporte | - 55' Diego Costa - 63' Nolito | Asistencia: 15.425 espectadores Árbitro(s): Bas Nijhuis | Asistencia: 15.425 espectadores Árbitro(s): Bas Nijhuis |

| Jornada 4 (Grupo G); 12 de noviembre de 2016, 20:45 | España                                                  | 4:0 (1:0)                 | Macedonia | Estadio Nuevo Los Cármenes, Granada                              |                                                                  |
|                                                     | - Velkovski 34' - Vitolo 63' - Monreal 84' - Aduriz 85' | FIFA Reporte UEFA Reporte |           | Asistencia: 16.622 espectadores Árbitro(s): Robert Schörgenhofer | Asistencia: 16.622 espectadores Árbitro(s): Robert Schörgenhofer |

| Jornada 5 (Grupo G); 24 de marzo de 2017, 20:45 | España                                             | 4:1 (2:0)                 | Israel         | Estadio El Molinón, Gijón                                  |                                                            |
|                                                 | - Silva 14' - Vitolo 45'+1' - Costa 51' - Isco 88' | FIFA Reporte UEFA Reporte | - 76' Refaelov | Asistencia: 20.321 espectadores Árbitro(s): Michael Oliver | Asistencia: 20.321 espectadores Árbitro(s): Michael Oliver |

| Jornada 6 (Grupo G); 11 de junio de 2017, 20:45 | Macedonia       | 1:2 (0:2)                 | España                        | Estadio Filip II de Macedonia, Skopje                 |                                                       |
|                                                 | - Ristovski 66' | FIFA Reporte UEFA Reporte | - 15' Silva - 27' Diego Costa | Asistencia: 20.675 espectadores Árbitro(s): Pawel Gil | Asistencia: 20.675 espectadores Árbitro(s): Pawel Gil |

| Jornada 7 (Grupo G); 2 de septiembre de 2017, 20:45 | España                      | 3:0 (2:0)                 | Italia | Estadio Santiago Bernabéu, Madrid                         |                                                           |
|                                                     | - Isco 14' 40' - Morata 77' | FIFA Reporte UEFA Reporte |        | Asistencia: 73.628 espectadores Árbitro(s): Björn Kuipers | Asistencia: 73.628 espectadores Árbitro(s): Björn Kuipers |

| Jornada 8 (Grupo G); 5 de septiembre de 2017, 20:45 | Liechtenstein | 0:8 (0:4)                 | España                                                                                      | Rheinpark Stadion, Vaduz                                   |                                                            |
|                                                     |               | FIFA Reporte UEFA Reporte | - 3' Sergio Ramos - 15' 54' Morata - 16' Isco - 39' 63' Silva - 51' Iago Aspas - 89' Göppel | Asistencia: 5.864 espectadores Árbitro(s): Ivaylo Stoyanov | Asistencia: 5.864 espectadores Árbitro(s): Ivaylo Stoyanov |

| Jornada 9 (Grupo G); 6 de octubre de 2017, 20:45 | España | vs.                       | Albania | Estadio José Rico Pérez, Alicante |                           |
|                                                  |        | FIFA Reporte UEFA Reporte |         | Árbitro(s): Aleksei Eskov         | Árbitro(s): Aleksei Eskov |

| Jornada 10 (Grupo G); 9 de octubre de 2017, 20:45 | Israel | vs.                       | España |             |             |
|                                                   |        | FIFA Reporte UEFA Reporte |        | Árbitro(s): | Árbitro(s): |